# HV Hydrae
HV Hydrae (HV Hya / 3 Hydrae / HD 72968) es una estrella variable de magnitud aparente +5,72 en la constelación de Hidra. 
Se encuentra a 268 años luz de distancia del sistema solar.
HV Hydrae es una estrella blanca de la secuencia principal de tipo espectral A1spe. Tiene una temperatura efectiva de 9817 K y brilla con una luminosidad 35 veces mayor que la luminosidad solar. Su masa es 2,30 veces mayor que la del Sol y tiene una edad estimada de 270 millones de años.
HV Hydrae es, al igual que β Hydrae —en esta misma constelación—, una estrella químicamente peculiar que presenta contenidos anómalos de metales en su superficie.
Posee un intenso campo magnético que varía con un período de 4,665 días.
Asimismo, es una variable Alfa2 Canum Venaticorum; su brillo fluctúa 0,01 magnitudes en un ciclo de 5,57 días. 
Estas estrellas rotan lentamente; HV Hydrae gira sobre sí misma con una velocidad de rotación proyectada de sólo 18 km/s, muy inferior a la de otras estrellas de tipo A.